# جويل بروير
جويل بروير (بالإنجليزية: Joel Brouwer)‏ هو كاتب مقالات وشاعر أمريكي، ولد في 1968.